# Paris–Roubaix 1937

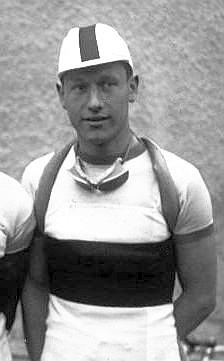
Jules Rossi

Das Eintagesrennen Paris–Roubaix 1937 war die 38. Austragung des Radsportklassikers und fand am Sonntag, den 28. März 1937, statt.
Das Rennen führte von Argenteuil aus über Pontoise, Méru, Beauvais, Breteuil, Amiens, Doullens, Arras, Hénin-Liétard und Seclin nach Roubaix, wo es auf der Avenue Gustave Delory (zuvor Avenue les Villas) endete. Die Strecke war 255 Kilometer lang. 159 Fahrer gingen an den Start, von denen sich 50 platzieren konnten. Der Sieger Jules Rossi absolvierte das Rennen mit einer Durchschnittsgeschwindigkeit von 34,93  km/h.
Das Rennen war von starkem Regen begleitet. Jules Rossi kam gemeinsam mit vier belgischen Fahrerin in Roubaix an. Alle fünf Fahrer wollten gewinnen und versäumten es daher, ihre Taktik zu koordinieren. Zwei Kilometer vor dem Ziel zog Rossi einen derartig starken Spurt an, dass keiner der anderen Fahrer in der Lage war, ihm zu folgen. Rossi gewann das Rennen mit mehreren Radlängen Vorsprung. Er war der erste Italiener, der Paris–Roubaix für sich entschied.